# Free the World
Free the World è il secondo singolo estratto dall'album Starting Over della cantautrice e ballerina statunitense La Toya Jackson. Fu pubblicato nel novembre 2004.

## Descrizione
Dopo sei anni di lontananza dalle scene e il divorzio dal marito e manager violento Jack Gordon nel 1997 e gli attentati dell'11 settembre 2001, LaToya Jackson si sentì ispirata a scrivere la canzone Free the World, che è un appello a liberare il mondo dalla segregazione razziale, dalle discriminazioni e da anni di guerra. La registrò e la cantò agli amici, che subito se ne innamorarono. Questo fatto portò a un revival della venticinquennale carriera musicale della cantante.
Dopo questo singolo e il precedente Just Wanna Dance la popstar decise di realizzare un intero album, che prese il titolo provvisorio di Startin' Over.

## Accoglienza e successo commerciale
A marzo 2005 Free the World conquistò la 24ª posizione nella classifica dance di Billboard.

## Critica
VH1 definì questa ballata "la canzone più appropriata per il mondo". Il sito www.about.com descrisse il remix di Jason Randolph "un brano dal ritmo turbolento e dal synth ipnotico".

## Classifiche
| Classifica (2005)                               | Posizione massima |
| ----------------------------------------------- | ----------------- |
| U.S. Billboard – Classifica dance (Stati Uniti) | 24                |

## Tracce
CD Stati Uniti
1. Free the World (Extended House Mix)
2. Free the World (Radio Remix)
3. Free the World (Dub Mix)
4. Free the World (Album Version)
5. Free the World (Original Album Remix)

Vinile 12" Stati Uniti
1. Free the World (Radio Remix)
2. Free the World (Dub)
3. Free the World (Extended House Mix)